# Вітторіо Клаудіо Сурдо
Вітторіо Клаудіо Сурдо (італ. Vittorio Claudio Surdo) (22 листопада 1943, Триполі) — італійський дипломат. Надзвичайний і Повноважний Посол Італії в Україні в 1992-1996.

## Біографія
Народився 22 листопада 1943 року в місті Триполі (Лівія). 
У 1967 закінчив Римський університет, політологічний факультет.
З 1970 по 1973 — співробітник МЗС Італії в Римі.
З 1973 по 1976 — 2-й секретар посольства Італії в Каїрі (Єгипет).
З 1976 по 1981 — заступник консула Італії в Парижі (Франція).
З 1981 по 1984 — радник посольства Італії в Тегерані (Іран).
З 1984 по 1985 — 1-й радник Посольства Італії і Тегерані (Іран).
У 1985 — радник Посольства Італії в Бонні (Німеччина).
З 1985 по 1990 — 1-й радник Посольства Італії в Бонні (Німеччина).
З 1990 по 1991 — заступник керівника Служби друку та інформації МЗС Італії.
З 1991 по 1992 — завідувач Відділом політичного співробітництва з країнами Європи Головного управління МЗС Італії.
З 1992 по 1996 — Надзвичайний і Повноважний Посол Італії в Києві (Україна).
З 1996 по 1997 — заступник Директора Головного управління культурних зв'язків МЗС Італії.
У 1997 — голова спеціальної дипломатичної місії в Тирані (Албанія).
З 1997 по 1999 — завідувач Відділом Генерального Секретаря МЗС Італії.
З 1999 по 2004 — Надзвичайний і Повноважний Посол Італії в Анкарі (Туреччина).
З 2004 по 2006 — генеральний директор Головного управління кадрів МЗС Італії.
З 2006 по 2010 — Надзвичайний і Повноважний Посол Італії в Москві (Росія), за сумісництвом в Туркменістані.
З 1 серпня 2013 — Директор з питань зовнішніх зв'язків і комунікацій «Лукойл Італія».

## Нагороди та відзнаки
- Орден «За заслуги» 1 ступеня (Україна) (1996)